# اربیتا
اربیتا دهستانی در استان آبیلای اسپانیا است.
در این دهستان ۱۰۰ نفر زندگی می‌کنند. مساحت این دهستان ۱۴٫۲۳ کیلومتر مربع است.